# Wir für Gelsenkirchen
Wir für Gelsenkirchen ist eine Wählergruppe in Gelsenkirchen in Nordrhein-Westfalen. Seit den Kommunalwahlen in Nordrhein-Westfalen 2004 war Wir für Gelsenkirchen für eine Wahlperiode mit einem Sitz im Stadtrat vertreten. Nachdem die dreiköpfige Fraktion der Republikaner zerfallen war, bildeten sie mit Bündnis 05 der ehemaligen Republikaner Manfred Hermann und Michael Stratmann eine Fraktion aus drei Mitgliedern. Die Fraktion Bündnis 05/Wir für Gelsenkirchen war zudem mit je einem Sitz in den Bezirksvertretungen von Gelsenkirchen Mitte und Gelsenkirchen Nord vertreten, die allerdings Bündnis 05 in die Partnerschaft mit einbrachte.

## Schwerpunkte
Kommunalpolitische Schwerpunkte sind soziale Themen, öffentlicher Nahverkehr, Sauberkeit und Sicherheit. WIR kritisiert Hartz-IV.
WIR stellt sich gegen die Versuche des (2004–2020 amtierenden) Gelsenkirchener Oberbürgermeisters Frank Baranowski (SPD) und der SPD, die Bürgerbeteiligung in der Kommunalpolitik durch Wählergruppen einzuschränken.
| Stimmen        | %     | Sitze | Kandidat | Stimmen    | %   |       |
| 29. Sept. 2004 | 1.017 | 1,1 % | 1 von 66 | Kowalewski | 739 | 0,8 % |
| 30. Aug. 2009  | 404   | 0,5 % | –        | Kowalewski | 226 | 0,3 % |

## Kommunalwahl 2009
Bei der Kommunalwahl am 30. August 2009 trat Wir für Gelsenkirchen mit Heribert Kowalewski als Oberbürgermeisterkandidat an.